# آسپه
آسپه (به اسپانیایی: Aspe) دهستانی در استان آلیکانتهٔ اسپانیا است.
در این دهستان ۱۸٬۸۲۱ نفر زندگی می‌کنند. مساحت این دهستان ۷۰٫۹۰ کیلومتر مربع است.